# 旗の冒涜

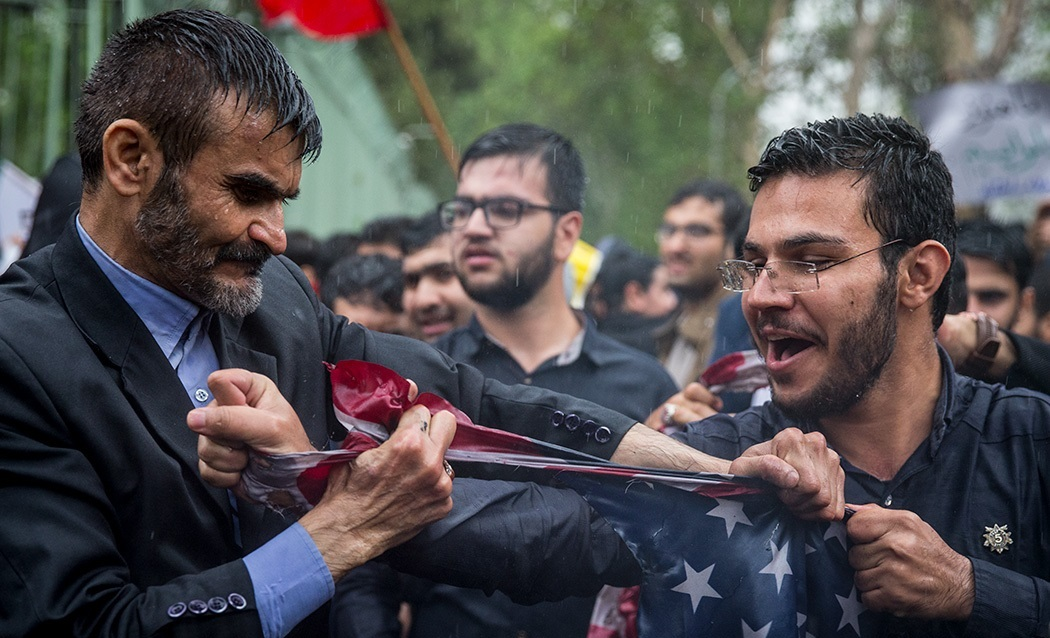
反米集会でアメリカの国旗を引き裂くイランの2人の抗議者

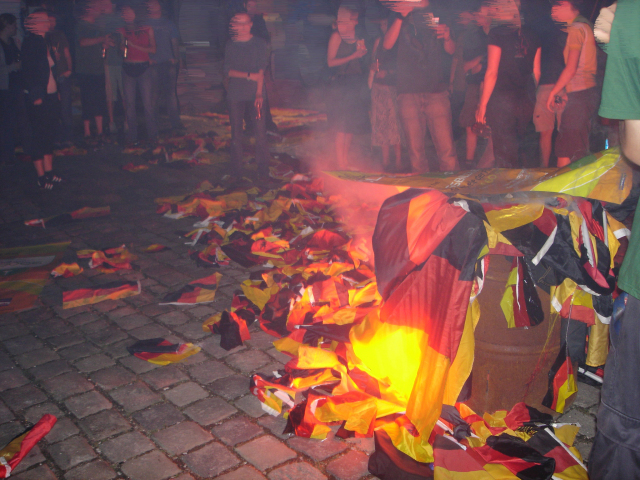
抗議で燃やされるドイツの国旗

旗の冒涜（はたのぼうとく、Flag desecration）は、旗を冒涜したり、旗のプロトコルに違反したり、または公の場で旗を故意に破壊、損壊、切断したりする行為。 国旗の場合、そのような行為はしばしば国またはその政策に対して、政治的な主張をすることを目的としている。 一部の国では、破壊の方法（公共の場での焼却等）または特定の使用（商業目的等）を禁止する法律がある。 そのような法律は、自国の国旗と他国の国旗で区別する場合がある。 

## 各国の法律

### オーストラリア
国旗の冒涜は、それ自体はオーストラリアでは違法ではない。

### ベルギー
国旗の冒涜はベルギーの法律で禁止されていない。 フランドルの民族主義者は、少なくとも1回ベルギーの国旗を燃やした。

### カナダ
カナダには、国旗を焼却したり冒涜したりすることを禁止する法律はない。この種の行為は、カナダにおける権利と自由の憲章で保護されている表現形式である。 

### 中華人民共和国
中国では、《中華人民共和国国旗法》第19条によって自国旗(五星紅旗)および外国旗の冒涜は禁止されている。   

### 大韓民国
大韓民国国旗法第5条によって自国旗(太極旗)および外国旗を棄損することは禁じられている。

### デンマーク
デンマークでは、国旗であるダンネブロを燃やしたり冒涜したりする行為は合法である。 

### イギリス
イングランドおよびウェールズ法と、スコットランド法には、「旗の冒涜」という特定の概念はない。

### アメリカ合衆国

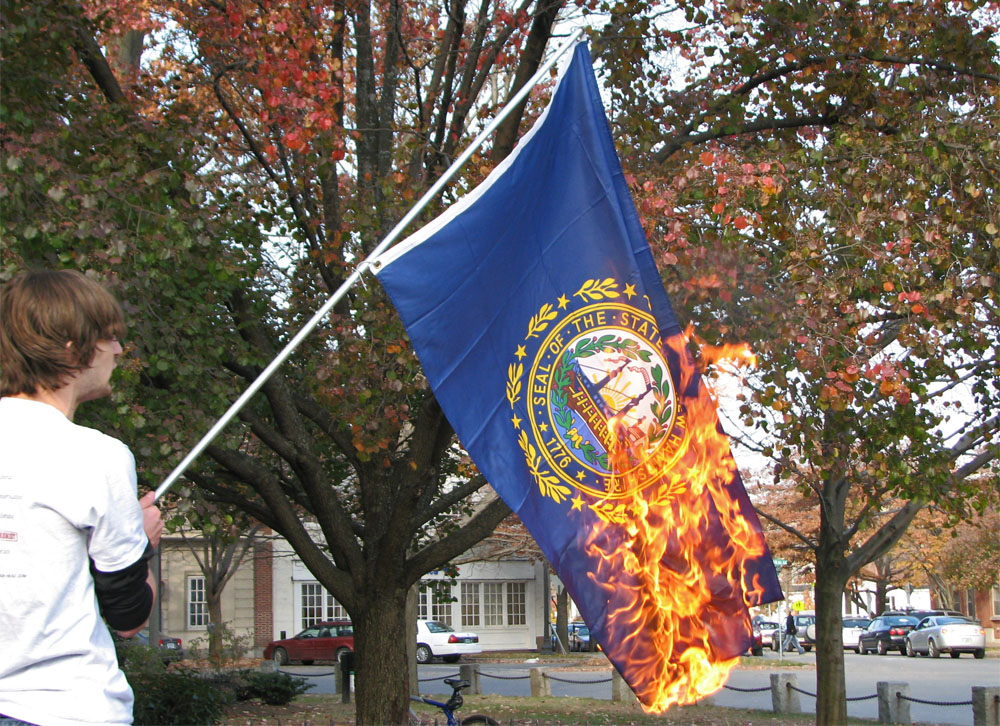
ニューハンプシャー州旗を燃やしているプロテスター

アメリカ合衆国の国旗は、政策に抗議して、またはそれ以外の理由で、アメリカ国内外で政治的主張として燃やされることがある。「シンボリック・スピーチ」である国旗の冒涜を禁止する法律は、合衆国最高裁判所によって、合衆国憲法修正第1条に反するとしてテキサス州対ジョンソン事件（1989年）とアメリカ合衆国対アイクマン事件（1990年）で違憲無効判決が下された。
2020年に、全米で警察の残虐行為を糾弾するジョージ・フロイド抗議運動が広がった際、複数の米国の市民が抗議の一環として、星条旗を逆さまに掲げる行為をした。

## 日本
外国国章損壊罪により、外国の国旗を棄損した場合、罰則を受けることになる。ただし同法は自国の国旗(日章旗)を棄損した場合は適用されない。近隣諸国で日章旗が棄損されたことに対する報復として国内で外国旗を棄損した場合刑罰を受けることになる。抗議手段として、国内法の適用を逃れるために「ペプシゴキブリマット」などの当該の外国旗に類似した意匠の旗が抗議の対象としてもちいられることがある。